# Todorica
Todorica románul: Toderița, falu Romániában, Erdélyben, Brassó megyében.

## Fekvése
Fogarastól délkeletre, Mundra déli szomszédjában fekvő zsáktelepülés.

## Története
Todorica nevét 1589-ben említette először oklevél Todericza néven. További névváltozatai: 1601-ben Thodericza, 1627-ben Toderitza, 1808-ban Todoricza, 1888-ban Todericza (Todoricza, Toderitia). 1913-ban Todorica néven írták.
A trianoni békeszerződés előtt Fogaras vármegye Sárkányi járásához tartozott. 1910-ben 901 lakosából 6 magyar, 853 román, 40 cigány volt. Ebből 34 görögkatolikus, 859 görögkeleti ortodox volt.